# Idolo di Šigir

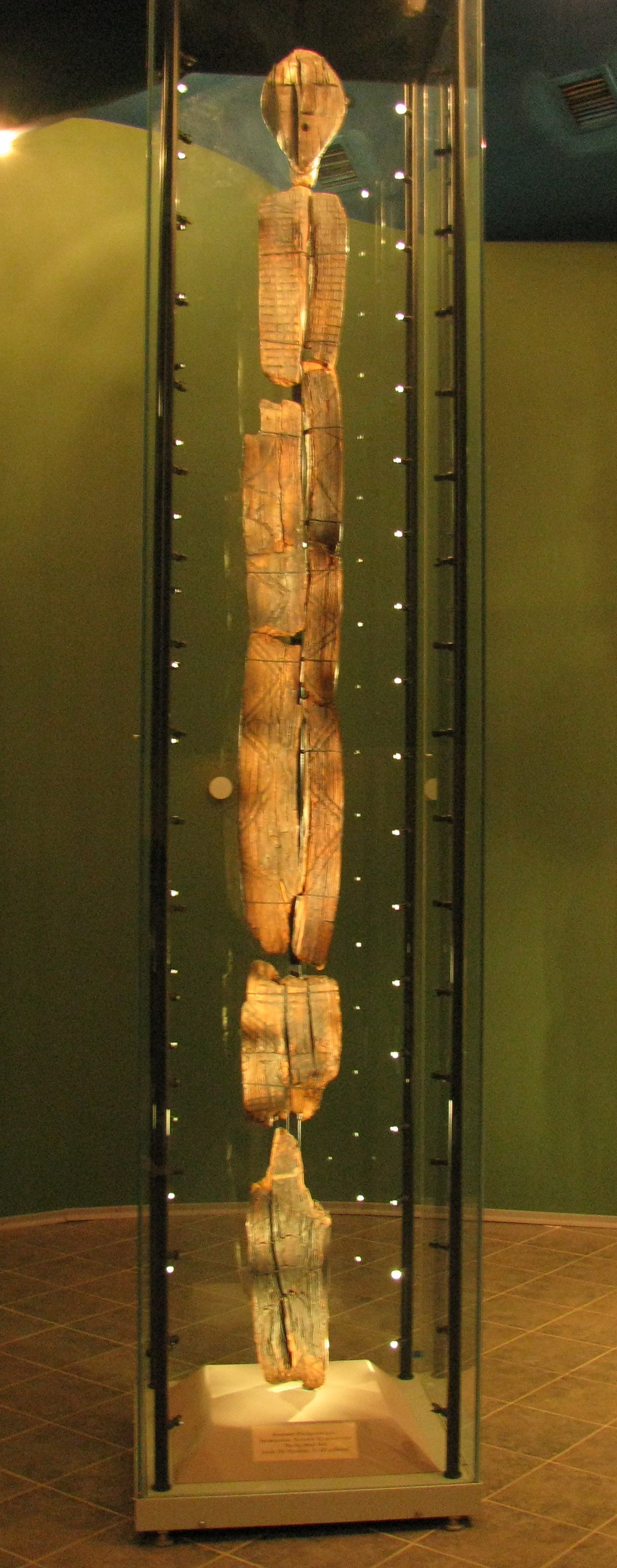
L'idolo di Šigir

L'idolo di Šigir (in russo Шигирский идол?, Šigirskij Idol) è la più antica scultura in legno del mondo, si pensava creata nel Mesolitico, intorno al 9.000 a.C. ma ora datato a 11.500 a.C.  È stata ritrovata nei pressi di Kirovgrad in Russia, sul versante est degli Urali, ed è conservata presso la Collezione Preistorica del Museo di Storia Regionale dell'Oblast' di Sverdlovsk, a Ekaterinburg, Russia. Prende il nome dalla località in cui è avvenuto il ritrovamento.

## Scoperta
L'idolo fu scoperto il 24 gennaio del 1890 nella torbiera di Šigir, approssimativamente a 100 km di distanza da Ekaterinburg. Era sepolto alla profondità di quattro metri in una miniera d'oro a cielo aperto, la Seconda miniera del Kur'ja. Le ricerche in quest'area erano iniziate a metà del XIX secolo dopo la scoperta di un certo numero di oggetti preistorici: ad oggi, gli archeologi hanno trovato più di 3000 armi da caccia, arnesi da pesca e utensili di osso e corno, oggi tutti conservati insieme all'idolo.
L'idolo fu estratto in frammenti, e il proprietario della miniera d'oro, il conte Aleksej Stenbok-Fermor, presentò la scoperta alla Società Naturalistica degli Urali. Il professor D. I. Lobanov, curatore della collezione archeologica del museo di Ekaterinburg, combinò i frammenti principali fino a ricostruire una scultura alta 2,8 m. Nel 1914, l'archeologo Vladimir Tolmačëv propose una variante di questa ricostruzione integrandovi i frammenti inutilizzati. La ricostruzione suggerisce che la statua originale dovesse avere un'altezza di 5,3 metri.

## Conservazione

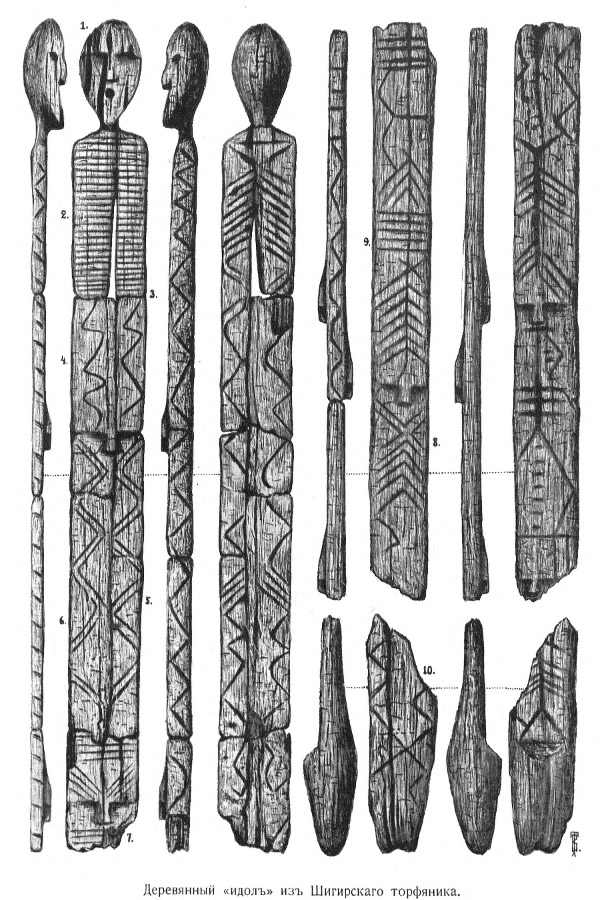
Disegni di V. Tolmačëv raffiguranti la ricostruzione da lui proposta dell'idolo di Šigir. I disegni contengono preziose raffigurazioni dei frammenti andati perduti.

Secondo il professor Michail Žilin, ricercatore capo dell'Istituto di Archeologia dell'Accademia Russa delle Scienze di Mosca, la straordinaria conservazione dei frammenti è avvenuta grazie a una combinazione di agenti antisettici, tra cui lo stesso legno nel quale l'idolo fu intagliato, il larice fitoncidico, e la torba in cui è stato conservato, che è un ambiente anaerobico acido che uccide i microorganismi e ha anche un effetto simile al tannino. A partire dalla sua scoperta l'idolo ha vissuto alcune vicende turbolente: alcuni dei frammenti (193 cm della parte inferiore) sono andati persi in circostanze non chiarite nel corso del XX secolo: di essi restano solo i disegni di Tolmačëv. Le parti ad oggi sopravvissute sono la metà superiore e la base. La conservazione dell'idolo successivamente all'estrazione dalla torbiera è stata garantita da un trattamento effettuato con la cera in epoca prerivoluzionaria, mentre dal 2003 la scultura è esposta al pubblico in un contenitore di vetro riempito di gas inerte, progettato per mantenere specifiche condizioni di temperatura e umidità in modo da proteggere i frammenti da ulteriori deterioramenti. L'apparato è stato realizzato modificando il progetto di un'incubatrice per bambini nati prematuramente.

## Datazione
Poiché l'idolo era stato trovato per caso le informazioni sulle condizioni del ritrovamento erano scarse e contraddittorie, proprio come per la maggior parte degli oggetti ritrovati a Šigir: per questo le prime ipotesi degli scienziati erano molto diversificate, andando dal Neolitico (V - VI millennio a. C.), all'Età del Bronzo (II millennio a. C.), e perfino alla prima Età del Ferro (I millennio a. C.). La prima datazione fu eseguita nel 1997 col metodo del carbonio-14 da G. I. Zajceva, dell'Instituto della Storia della Cultura Materiale di San Pietroburgo, e fu confermata dall'Istituto di Geologia dell'Accademia Russa delle Scienze di Mosca, nel laboratorio del professor Leopol'd Suleržickij: essa diede come risultato un'età di 9.500 anni. Per la precisione, le misurazioni davano tre risultati, che combinati restituivano una datazione compresa fra il 7820 e il 7590 a.C. Questa prima misurazione era già di per sé una scoperta straordinaria, poiché secondo questo risultato l'idolo risaliva al Mesolitico. Tuttavia diversi studiosi contestarono il risultato delle analisi, sostenendo che la datazione al radiocarbonio poteva essere inattendibile per diversi motivi: secondo lo storico dell'Accademia delle Scienze Stanislav Grigor'ev, per esempio, gli incendi boschivi e la presenza di granito nella zona avrebbero potuto alterare i dati, e quindi rendere l'analisi molto meno precisa. Poiché quindi questa datazione non era stata riconosciuta dalla comunità scientifica, fu richiesta una nuova datazione che facesse uso di tecnologie più avanzate.
Nel 2014 sono stati quindi prelevati sette campioni (0,3 g l'uno) e inviati al laboratorio Klaus-Tschira del Reiss-Engelhorn-Museen di Mannheim, dove il Professor Thomas Terberger, del Dipartimento dell'Eredità Culturale della Bassa-Sassonia, ha impiegato un nuovo metodo di datazione, la spettrometria di massa con acceleratore, in collaborazione con gli scienziati russi. Al contempo Uwe Hoysner, dell'Istituto Archeologico Tedesco di Berlino, ha effettuato un'accurata analisi dendrocronologica. I risultati, pubblicati nell'agosto 2015, rivelano infine che l'idolo di Šigir ha un'età di 11.000 anni, dunque 1.500 anni in più di quelli della stima precedente. Inoltre, dalla lettura dendrocronologica degli anelli del legno, è risultato che l'albero in cui l'idolo è stato intagliato aveva almeno 159 anni. Analisi approfondite dei segni hanno evidenziato che la scultura fu intagliata nel legno verde: ciò conferma ulteriormente la datazione, perché implica che la scultura fu realizzata mentre l'albero era ancora vivo, o tagliato da poco, non anni dopo, lavorando un pezzo di legno di larice invecchiato. Le analisi tedesche retrodatano quindi l'idolo agli inizi dell'Olocene: all'incirca la stessa età del più antico tempio in pietra mai ritrovato, quello di Gobekli Tepe in Turchia.
Il professor Terberger ha dichiarato: "I risultati sono andati oltre le aspettative. [...] Questo è un dato estremamente importante per la comunità scientifica internazionale. È importante per comprendere lo sviluppo della civiltà e dell'arte dell'Eurasia e dell'intera umanità. [...] Possiamo affermare che 11.000 anni fa i cacciatori, pescatori e raccoglitori degli Urali non erano meno avanzati dei contadini del Medio Oriente." Ha predetto inoltre che, in seguito ai risultati degli ultimi test, l'idolo "otterrà un grande riconoscimento della sua importanza nel mondo e dimostrerà che il centro dello sviluppo culturale in Eurasia non era solo nel Medio Oriente, ma anche negli Urali". Ulteriori ritrovamenti in siti vicini e risalenti alla medesima epoca hanno infatti evidenziato una grande diffusione di utensili di vari materiali e di elevata fattura, utilizzati in particolare per la produzione di micro-lame estremamente sottili che venivano fissate all'estremità di lance di osso. Terberger ha affermato che simili strumenti appaiono nel Mesolitico russo con secoli di anticipo rispetto ad altre aree abitate della Germania del nord e della Scandinavia, dove si svilupparono soltanto a partire dal 7000 a. C.: questo, insieme alla prova di elevato sviluppo culturale e spirituale che l'idolo fornisce, spinge a chiedersi se questo tipo di innovazioni si siano diffuse in Germania e Scandinavia sotto un impulso giunto dal territorio degli Urali.
La procedura di analisi impiegata in quest'ultima datazione ha causato alcune controversie politico-giuridiche in Russia. Nel corso del 2015 il Ministero della Cultura di Mosca ha intrapreso un'azione legale contro il modo in cui i campioni della statua sono stati prelevati e esportati dagli scienziati tedeschi per l'analisi, in seguito a una segnalazione dei funzionari del Ministero della Cultura per lo Sverdlovsk: è stato quindi aperto un processo penale per il reato di "distruzione o danneggiamento di siti di interesse culturale o beni culturali". Secondo una fonte del Ministero a Ekaterinburg, non solo non vi era stata coordinazione con il Ministero per l'organizzazione delle ricerche, ma lo stesso direttore del Museo di Ekaterinburg Natal'ja Vetrova non era informato sui metodi dell'esame. Nel marzo 2016 la procedura di indagine è stata archiviata, in quanto non sono state riscontrate dagli investigatori azioni da parte dei ricercatori tali da costituire reato. Al contrario, gli investigatori hanno segnalato irregolarità nelle procedure adottate dagli stessi funzionari, evidenziando come la mancanza di procedure ufficiali per la regolamentazione della ricerca sia stata una causa parziale dell'errata segnalazione.

## Descrizione
L'idolo fu intagliato con strumenti di pietra nel legno di larice o di abete siberiano, capovolto per preservarlo dalla decomposizione. La testa riproduce abbastanza fedelmente un volto con occhi, naso e bocca: l'effetto visivo di questo volto, con la bocca spalancata, sembra richiamare l'iconografia azteca, ma è solo perché il naso si è rotto, ed è mancante. In realtà l'intaglio del volto rispecchia l'aspetto che dovevano probabilmente avere i membri del popolo che lo ha realizzato, con nasi dritti e zigomi alti. Il corpo è piatto e rettangolare e motivi geometrici ne decorano la superficie. L'estremità inferiore della figura, che si trova al di sotto della parte andata perduta, è modellata a cono con una rientranza alla base da cui fuoriescono sporgenze che potrebbero rappresentare i piedi dell'idolo. Nella parte anteriore il cono è appiattito, in quella posteriore inizia con un gradino inclinato.
Oltre al volto tridimensionale nella parte superiore, diverse altre rappresentazioni di volti bidimensionali sono visibili in vari punti del resto della scultura. Lo studioso Tolmačëv aveva inizialmente individuato cinque volti bidimensionali: tre nella parte anteriore e due in quella posteriore, e li aveva rappresentati nei suoi disegni. La perdita di una parte dell'idolo ha significato la perdita dei due volti posteriori, del terzo volto anteriore, e del corpo del secondo volto anteriore. Ma nell'agosto 2003 l'esperta Svetlana Savčenko, curatore capo dell'idolo, durante le operazioni necessarie per esporre al pubblico l'idolo nell'ambito di una mostra (vedi sopra alla sezione "Conservazione"), scoprì un sesto volto bidimensionale situato posteriormente: esso si trova sopra gli altri due, quasi all'altezza del primo volto anteriore, anche se leggermente più in basso. Il naso di tale volto è costituito da un nodo nel legno che lo rende più corto ma più sporgente rispetto agli altri. Il nodo era stato riprodotto nei propri disegni da Tolmačëv, il quale però non aveva riportato le profonde cavità orbitali individuate da Savčenko. Una parte del corpo di questo nuovo volto scoperto doveva trovarsi nella parte dell'idolo andata perduta. Infine, durante le analisi approfondite cui l'idolo è stato sottoposto nel 2015, è stato scoperto un settimo volto bidimensionale, mai individuato fino ad allora perché riconoscibile soltanto al microscopio.
La testa dell'idolo e i sei volti bidimensionali allora noti sono stati dettagliatamente descritti da Savčenko e Žilin (2004). L'analisi di tre di essi, quello più in basso nel lato anteriore e i due più in basso nella parte posteriore, è stata possibile solo attraverso l'esame dei disegni di Tolmačëv, perché erano raffigurati nella parte dell'idolo andata perduta. I due studiosi hanno evidenziato che le figure sono state realizzate con lo stesso strumento, un bulino a lama affilata, e che i volti e le decorazioni sottostanti ciascuno di essi rappresentano, pur con uno stile unitario, differenti figure poste una sopra l'altra. Le decorazioni a linee orizzontali nel tronco sotto la testa dell'idolo possono ricollegare la figura al mondo vegetale oppure far pensare ad una cassa toracica, sotto la quale sono raffigurati un rombo (le ossa pelviche) e delle linee a zigzag (le gambe). Analoghe linee orizzontali si ritrovano anche nella due figure inferiori della parte anteriore, mentre la figura anteriore superiore presenta tre rombi che si intersecano e sotto di essi due linee a zigzag che possono far pensare a un serpente o a una lucertola. Il volto posteriore più in alto, forse a causa del naso formato dal nodo nel legno, ricorda il muso di un animale. Le due figure sottostanti possono invece essere individuate come una rappresentazione femminile, per analogia con altre raffigurazioni del paleolitico, e una maschile, presentando quest'ultima una linea identificabile come un fallo.
Pur non essendo possibile individuare chiare corrispondenze tra l'idolo ed altre opere, la modalità di realizzazione dei volti è tipica della scultura lignea antropomorfa degli Urali e della Siberia, mentre la distribuzione a piani delle figure si ritrova anche in un altro idolo rinvenuto nella torbiera di Gorbunov e in manufatti ugrofinnici.
Un problema dibattuto tra gli scienziati è il modo in cui l'idolo - alto più di cinque metri - fosse tenuto in posizione verticale. Inizialmente alcuni studiosi, tra cui lo stesso Tolmačëv, avevano ipotizzato che l'idolo fosse infisso nel terreno. Tuttavia oggi i ricercatori del Museo di Ekaterinburg, in particolare Savčenko e Žilin, ritengono che le piccole dimensioni del cono all'estremità inferiore testimonino che l'idolo non era infilato nel terreno, ma probabilmente fissato a un albero o a un palo. Tuttavia non sembra neanche probabile che sia stato tenuto appoggiato a un albero, perché questo avrebbe coperto parte dei suoi ornamenti.

## Interpretazione
Non vi è consenso fra gli studiosi riguardo a cosa effettivamente la scultura rappresentasse. Molti di essi sostengono in ogni caso che le raffigurazioni sull'idolo servissero a trasmettere un qualche tipo di informazione: secondo Žilin "L'ornamentazione è ricoperta da nient'altro che informazioni codificate. Le genti si trasmettevano la conoscenza con l'aiuto dell'idolo". Il professor Terberger ritiene che la scultura possa aver avuto una funzione totemica. Žilin e Savčenko ritengono "ovvio che gli elementi dell'ornamentazione geometrica avessero un qualche significato. La difficoltà dell'interpretarli risiede nel simbolismo polisemico di questi segni - in altre parole, nei possibili significati multipli correlati. Secondo l'etnografia, una linea dritta potrebbe indicare la terra, o l'orizzonte, il confine tra la terra e il cielo, tra l'acqua e il cielo, o il confine tra due mondi. Una linea ondulata o a zigzag simboleggiava l'elemento acquatico, o un serpente, una lucertola, oppure determinava un certo confine. Inoltre la linea a zigzag poteva indicare pericolo, come una lancia. Croci, rombi, quadrati, cerchi rappresentavano il fuoco o il sole, e così via".
Savčenko ritiene che i volti della struttura rappresentino informazioni codificate riguardanti la visione che i realizzatori dell'idolo avevano della creazione del mondo. Riguardo all'ornamentazione geometrica, la Savčenko e altri esperti del museo hanno ipotizzato che tra i suoi scopi vi fosse quello di essere una primitiva mappa, o navigatore. Le linee dritte, ondulate, e le frecce indicavano le vie per arrivare a destinazione e i numeri di giorni necessari per il viaggio, le onde simboleggiando percorsi acquatici, le linee dritte indicando gole o burroni, e le frecce colline.
Pëtr Zolin, citando il lavoro scientifico della Savčenko e di Žilin, ha affermato: "I personaggi raffigurati nell'Idolo non possono essere interpretati senza ambiguità. Se si tratta di immagini di spiriti che hanno abitato il mondo umano in tempi antichi, la posizione verticale dei volti (uno sopra l'altro) probabilmente fa riferimento alla loro gerarchia. Posizionare immagini sul davanti e sul retro dell'idolo potrebbe indicare che essi appartengono a mondi differenti. Se sull'idolo sono raffigurati miti sull'origine degli uomini e del mondo, la disposizione verticale delle immagini potrebbe rispecchiare la sequenza temporale degli eventi. Le ornamentazioni possono essere segni particolari che contrassegnano qualcosa come significativo".
A proposito del valore artistico dell'opera, il professor Žilin ha affermato: "questo è un capolavoro, fonte di un'immensa forza emotiva. È una scultura unica al mondo. [...] Gli uomini - o l'uomo - che hanno creato l'idolo vivevano in totale armonia col mondo, avevano un avanzato sviluppo intellettuale, e un mondo spirituale complesso. [...] È evidente che possiamo trarre conclusioni sulla sofisticità del popolo che ha creato questo capolavoro, [...] sebbene il dettaglio del suo significato resti un totale mistero per l'uomo moderno".